# Nervo ascellare
Il nervo ascellare o nervo circonflesso è un nervo misto che origina come ramo terminale del tronco secondario posteriore del plesso brachiale. Riceve fibre da C5 e C6.

## Territorio di innervazione
La componente muscolare è destinata al muscolo deltoide e al muscolo piccolo rotondo. La parte sensitiva innerva la cute che ricopre il deltoide, la cute della regione superiore della faccia laterale del braccio e l'articolazione scapolo-omerale.

## Decorso
Dopo la sua origine in cavità ascellare, il nervo attraversa il quadrilatero di Velpeau (delimitato dai muscoli piccolo rotondo, grande rotondo e tricipite brachiale e dal collo chirurgico dell'omero) raggiungendo la loggia posteriore del braccio. Nell'attraversamento del quadrilatero dà origine al nervo per il muscolo piccolo rotondo, staccando in seguito il nervo cutaneo laterale superiore del braccio una volta sorpassato lo spazio di cui sopra. Questo ramo collaterale, in collaborazione con il nervo cutaneo laterale inferiore del braccio, provvede all'innervazione della cute laterale, sia dorsalmente che ventralmente, del braccio.
Il nervo ascellare circonda poi il collo chirurgico dell'omero, decorrendo come satellite dei vasi circonflessi posteriori dell'omero e staccando i rimanenti rami sensitivi e muscolari.
Termina come ramo deltoideo.